# Francisco Chacón
Francisco Chacón (Morelia, 8 de maio de 1976) é um árbitro de futebol mexicano. Integra o quadro da FIFA desde 2009.
Estreou como árbitro em 2003. Participou da Copa Ouro da CONCACAF de 2011 e da Copa América de 2011.